# Rocío
Rocío ist ein spanischer weiblicher Vorname mit der Bedeutung „der Tau“.

## Namensträgerinnen
- Rocío Comba (* 1987), argentinische Diskuswerferin
- Rocío Dúrcal (1944–2006), spanische Schauspielerin und Sängerin
- Rocío Jurado (1943–2006), spanische Sängerin und Schauspielerin
- Rocío Márquez (* 1985), spanische Flamenco-Sängerin
- Rocío Molina (* 1984), spanische Flamenco-Tänzerin und Choreografin
- Rocío Ríos (* 1969), spanische Langstreckenläuferin
- Rocío Verdejo (* 20. Jh.), mexikanische Schauspielerin